# Wuthering Heights (Lied)
Wuthering Heights (etwa deutsch „Stürmische Höhen“ oder „Sturmhöhen“) war 1978 die Debütsingle und gleichzeitig der erste Nummer-eins-Hit der britischen Musikerin Kate Bush. Er erschien auf ihrem Debütalbum The Kick Inside.

## Hintergrund
Die Single (mit der B-Seite Kite) wurde vom Major-Label EMI am 20. Januar 1978 in Großbritannien veröffentlicht. Am 11. Februar stieg sie auf Platz 42 in die britischen Charts ein. Über die Platzierungen 27, 13 und 5 kletterte sie am 11. März auf die Nummer-eins-Position, die sie vier Wochen lang halten konnte.
Bush hat den Song – wie fast ihr gesamtes veröffentlichtes Material – selbst geschrieben und war damit die erste Frau, der es gelang, mit einer Eigenkomposition auf die Nummer-eins-Position in Großbritannien zu kommen. Darauf zu hören sind die Musiker Ian Bairnson (Gitarre) und David Paton (Bass), beide ehemals bei Pilot, sowie Duncan Mackay (Keyboard) und Stuart Elliott (Schlagzeug); alle vier waren vielbeschäftigte Studiomusiker und gehörten damals zur Stammbesetzung von The Alan Parsons Project, ebenso wie der Produzent dieses Stückes und der ersten beiden Kate-Bush-Alben, der Komponist und Arrangeur Andrew Powell. Das berühmte Gitarrensolo am Ende des Songs stammt von Bairnson und nicht, wie mitunter fälschlich behauptet, von David Gilmour, der Bush allerdings früh gefördert und ihr den Plattenvertrag vermittelt hatte.
In Deutschland hatte Kate Bush mit Wuthering Heights in der ARD-Fernsehsendung Bio’s Bahnhof am 9. Februar 1978 ihren ersten Live-Auftritt. Der Erfolg von Wuthering Heights sorgte auch für reges Interesse an Kate Bushs Debütalbum, das im Februar folgte. The Kick Inside erreichte Platz 3 in den britischen Albumcharts.
Für die Best-of-Kompilation The Whole Story (1986) nahm Kate Bush den Song neu auf.
Von Wuthering Heights existiert ein Musikvideo, das im niederländischen Freizeitpark Efteling aufgenommen wurde. Zu sehen ist die Attraktion Spookslot, die von 1978 bis 2022 im Park stand.

## Interpretation
Der Song bezieht sich auf den Roman Wuthering Heights von Emily Brontë: Das Findelkind Heathcliff wächst bei der Familie Earnshaw in Yorkshire auf. Als Jugendlicher verliebt sich Heathcliff in seine Ziehschwester Cathy. Cathy heiratet jedoch den wohlhabenden Edgar Linton. Sie stirbt im Kindbett. Aus Zorn und Frustration nimmt Heathcliff Rache an den Earnshaws und Linton, indem er beide Familien terrorisiert und in den Ruin treibt. Selbst mittlerweile Besitzer von Wuthering Heights, wird er geplagt von Cathys Geist, den er zwar nicht sehen, doch oft um sich spüren kann. Vor seinem Tod erscheint ihm Cathy endlich am Fenster: Sie nimmt seine Seele zu sich.
An dieser Stelle setzt der Song ein:
Out on the wiley, windy Moors we’d roll and fall in green – beschreibt die Kindheit der beiden, das Spielen in der Heide.

You had a temper like my jealousy, too hot too greedy. – Das Temperament des Jungen war Cathys sehr ähnlich: wild, gierig und eifersüchtig.

How could you leave me, When I needed to possess you? I hated you. I loved you, too. – Heathcliff verließ den Hof, als er von Cathys kommender Heirat erfuhr.

Bad dreams in the night, You told me I was going to lose the fight, Leave behind my wuthering, wuthering, Wuthering Heights. – Cathy erkennt, dass es ein Fehler war, Wuthering Heights zu verlassen. Sie hat Alpträume und meint, dass sie den „Kampf“ (die Entscheidung zwischen Edgar und Heathcliff) verloren hat.

I’m coming back, love, cruel Heathcliff, my one dream, my only master. – Erst im Tod erkennt Cathy, dass Heathcliff ihre wirkliche Liebe war. Sie kehrt als Geist zu ihm zurück.

Heathcliff, it’s me, Cathy, I’ve come home. I’m so cold, let me in through your window. – Sie bittet ihn am Fenster um Einlass. Sie ist nach Hause, nach Wuthering Heights, zurückgekehrt.

Ooh, it gets dark! It gets lonely, on the other side from you. – In der dunklen Welt der Toten ist Cathy einsam, sie will mit ihrer „anderen Hälfte“ Heathcliff wieder vereint sein.

Ooh! Let me have it. Let me grab your soul away. You know it’s me—Cathy! – Darum holt sie seine Seele zu sich. Er erkennt sie und stirbt in Verzückung über die letztliche Vereinigung mit ihr.

## Coverversionen
Der Song wurde mehrfach gecovert, unter anderem 2003 von Hayley Westenra auf dem Album Pure, von Pat Benatar sowie von der brasilianischen Band Angra auf ihrem Debütalbum Angels Cry, gesungen von André Matos, dessen Falsettgesang dem Gesang Kate Bushs nahe kommt.
Den entgegengesetzten Weg ging The Ukulele Orchestra of Great Britain auf dem Album Top Notch, auf dem der Sänger den Song bewusst langsam und in Bruststimme vorträgt. Eine weitere Coverversion stammt von der Band The Puppini Sisters aus dem Jahr 2006, die den Song im Swing-Stil der 1940er Jahre interpretieren.
Der Hardcore-Techno-Track Bad Dreams von DJ Isaac von 1995, der sich etwa auf der Doppel-CD-Compilation Thunderdome 11 – The Killing Playground befindet, enthält ein Sample des Songs Wuthering Heights mit hochgepitchter Gesangsstimme.
Auch Wolfmother coverte das Lied.
2022 interpretierte die Jazzsängerin Cécile McLorin Salvant den Song auf ihrem Album Ghost Song.
Bei Angras Live-Konzert 2023 in der Ópera de Arame wurde das Lied von Amanda Somerville gesungen; es wurde aus Copyright-Gründen ausschließlich auf YouTube veröffentlicht.